# AD São Caetano
Die Associação Desportiva São Caetano, kurz São Caetano genannt, ist ein am 4. Dezember 1989 gegründeter Fußballverein aus der Stadt São Caetano do Sul, effektiv ein Vorort im Osten der brasilianischen Metropole São Paulo, nur 11 Kilometer von dieser entfernt.
Die Vereinsfarben sind Blau-Weiß. Das Vereinsstadion trägt den Namen Anacleto Campanella und hat 22.738 Plätze.
Im Jahr 2002 gelang AD São Caetano beinahe der Sieg in der Copa Libertadores, dem südamerikanischen Gegenstück zur UEFA Champions League. Das Hinspiel wurde zunächst beim Club Olimpia in der paraguayischen Hauptstadt Asunción mit 2:1 gewonnen. Das Rückspiel ging aber vor heimischer Kulisse mit dem gleichen Ergebnis verloren. Im Elfmeterschießen sicherte sich das Team aus Paraguay schließlich mit 4:2 Toren seinen dritten Erfolg in der Wettbewerbsgeschichte.

## Ehemalige Spieler
- Adhemar
- Brandão
- Roger Guerreiro
- Serginho
- Marcos Senna
- Mineiro
- Vinícius Bergantin
- César Aparecido Rodrigues
- Fabio dos Santos Barbosa
- Edílson
- Marcelo Mattos
- Caiuby
- Rivaldo

## Erfolge
- Staatsmeisterschaft von São Paulo: 2004
- Staatspokal von São Paulo: 2019
- Finale Copa Libertadores 2002